# Alishan Museum
Das Alishan Museum (chinesisch 阿里山博物館, Pinyin Ālǐshān Bówùguǎn) ist ein Museum im Alishan National Scenic Area (阿里山國家風景區 Alishanguo Jiafeng Qingju), Alishan Township, Landkreis Chiayi, Taiwan.
Das Museum wurde 1935 gegründet und 2007 erneuert.

## Ausstellung
Das Museum wurde aus Zypressenholz aus der Umgebung erbaut. Das Museum zeigt die Geschichte des Holzeinschlags im Gebiet des Alishan, die Kultur der Indigenen Völker der Region (Tsou), Schutzbemühungen und den Bau der Alishan Forest Railway.

## Anfahrt
Das Museum ist zu Fuß erreichbar von der Zhaoping Station der Alishan Forest Railway. Es befindet sich nur wenige hundert Meter nordwestlich der Station.